# Pál Koczka
Pál Koczka, né le 22 mars 1939, à Budapest, en Hongrie et décédé le 18 juin 2016, est un ancien joueur hongrois de basket-ball.